# Online banki ügyintézés

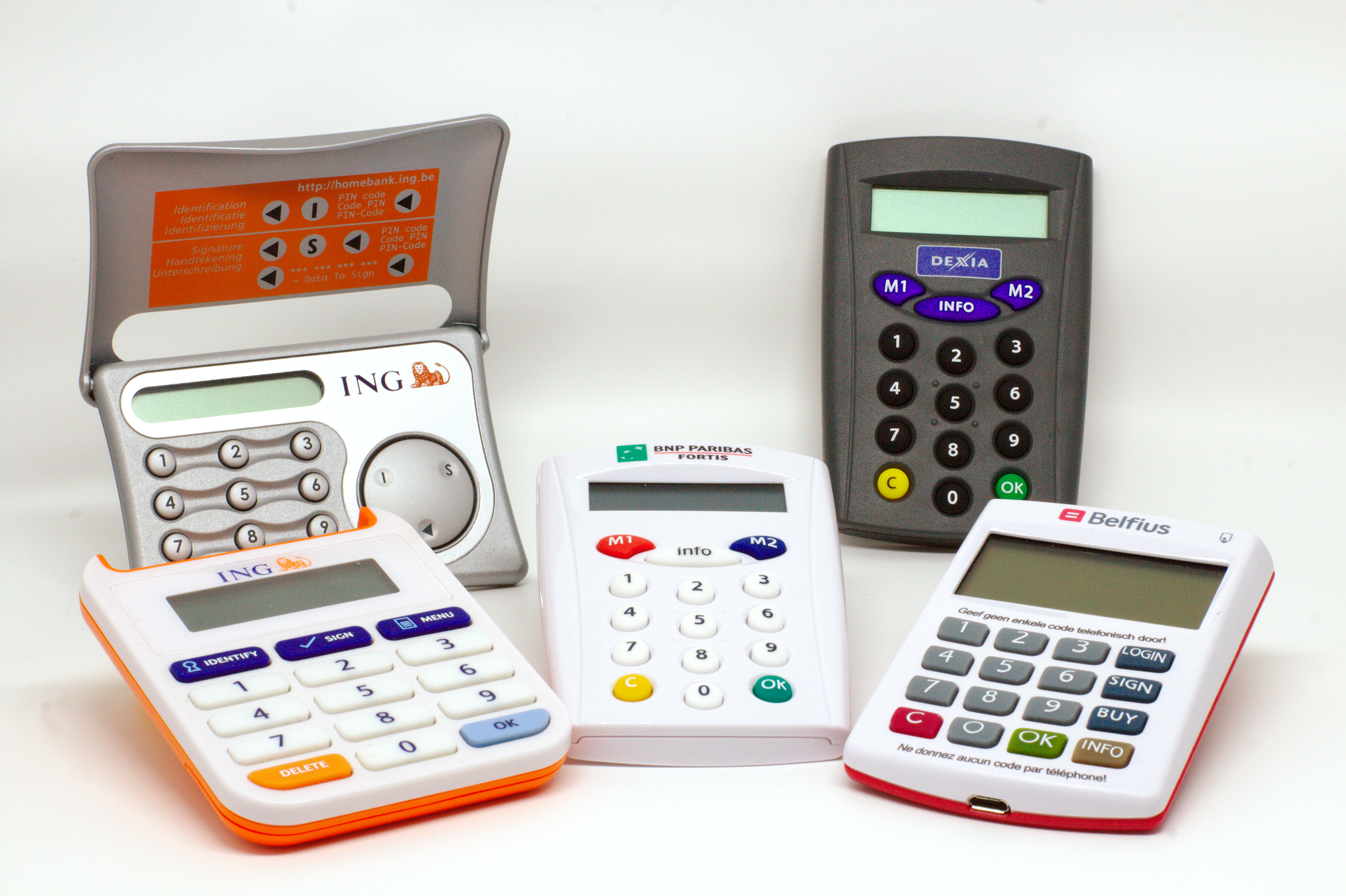
Security token device for online banking.

Az online banki ügyintézés (angolul online banking vagy e-banking) terjedőben levő kifejezés a pénzügyek interneten való intézését illetve az ezt lehetővé tévő szolgáltatást jelenti.

## Előnye a hagyományos banki szolgáltatásokkal szemben
Nagy előnye, hogy meggyorsítja az ügymenetet, nem kell a tranzakciók miatt a bankot személyesen meglátogatni, nincs szükség a banki alkalmazottak közvetlen közreműködésére. Emellett egyre növekszik azok száma is, akik mobilbank-szolgáltatást vesznek igénybe, amely lehetővé teszi a mobiltelefonról való ügyintézést is. Egyes bankok már nem is rendelkeznek fiókhálózattal, hanem az üzleteiket kizárólag elektronikus úton bonyolítják le.

## Szolgáltatások
- Számlaegyenleg lekérdezése: történhet összesítve vagy részletezve
- Számlakivonatok lekérdezése: a bank által korábban elkészített kivonatok megtekintése, letöltése
- Átutalások indítása:

1. Saját számlák közötti átutalás
2. Egyszerűsített forint átutalás (több átutalás egyszerre történő megadása)
3. Tartós átutalási megbízás (más néven állandó átutalási megbízás) megadása, ezek változtatása, törlése
4. Nemzetközi átutalás
5. Utalások feltöltése
6. Bankon belüli forint, illetve deviza átutalás

- Megtakarítások kezelése: lekötött betét nyitása, csökkentése, kiegészítése, futamidő változtatása
- Értékpapír számla kezelése: egyenleg megtekintése, vételi/eladási megbízás rögzítése
- Csoportos beszedési megbízások kezelése: új csoportos beszedési megbízás megadása, meglévő módosítása, részletek megtekintése
- Ügyfélszolgálat: lehetőség van az árfolyamok, kamatok, ügyféladatok megtekintésére, üzenetek olvasására, küldésére

Az átutalások fajtájától függetlenül minden esetben meg kell adni a saját és a kedvezményezett számlaszámát, külföldi utalások esetén pedig a külföldi cég BIC/Swift vagy IBAN (nemzetközi számla) számát is. A bank nem vizsgálja az utalások jogosságát vagy fontosságát.

### A banki átutalások díja
Az átutalások díja változhat, attól függően, hogy bankon belül, hazai bankok között vagy külföldi számlára utal. Az euroövezet országain belül nincs különbség a hazai és külföldi átutalások díja között, viszont ha az Unión belülre, de az eurozónán kívülre utal, akkor változik a díj összege. Jellemzően az online banki rendszeren adott megbízások díja alacsonyabb, mint a bankfiókban adott (papír alapú) megbízásoké.

## Technikai feltételei
Az online bankolás történhet számítógépen, laptopon vagy okostelefonon. Szerződést követően a banktól kapunk egy felhasználónevet és egy vagy két (azonosítási és aláírási) jelszót, melyet később megváltoztathatunk. Egyes bankok a jelszavas védelmen túl a felhasználó azonosítására szolgáló chipkártyát vagy tokent is rendelkezésre bocsátanak a biztonság további növelése érdekében.
Egyszeri jelszó: egyre inkább elterjedt védelmi mechanizmus, amely az ügyfél belépésekor és/vagy tranzakciók rögzítésekor az azonosítási jelszó bekérése után a felhasználónak SMS-ben egyszeri (véletlenszerűen generált) jelszót küld. Így az ügyfél nevében történő használathoz nem elég a számítógépen vagy hálózaton a jelszót "elcsípni".

## Külső hivatkozások
- Budapest Bank[halott link]
- OTP Bank
- Citibank